# Астрагал рогоплодий
Астрагал рогоплодий (Astragalus cornutus), астрагал крейдолюбний (як Astragalus cretophilus) — багаторічний напівкущ родини бобових (Fabaceae).

## Опис
Хамефіт. Напівкущова рослина висотою до 1 м. Стовбурці вкриті буровато-коричневою потрісканою корою; річні пагони 15-50 см завдовжки з сріблясто-білою тонкою корою. Складні листки мають по 5-7 пар широкоеліптичних або лінійнодовгастих, запушених листочків. Квітки зібрані в головчасті китиці. Віночок червонувато-фіолетовий. Цвіте у червні-серпні. Біб лінійно-довгастий (13-20 мм), прямий, сидячий, направлений догори, шорсткий, біловорсистий з домішкою чорних ворсинок, з циліндричним носиком. Плодоносить у липні-вересні. Розмножується насінням.

## Ареал
Поширений на заході Азії (Туреччина, Вірменія, Азербайджан, Казахстан, західний Сибір) й на південному сході Європи (Болгарія, Румунія, Україна, Росія).
В Україні вид зростає у Лісостепу (басейн Сів. Дінця) крейдяних відслоненнях і в Степу на вапнякових схилах.

## Охорона
Вид має наукове значення як рідкісний ендемічний вид Донського водозбірного басейну. Вид занесено до Червоної книги України. Зменшення чисельності популяції пов'язана з природно-історичною рідкісністю виду, лісорозведенням на крейдяних схилах, видобуванням крейди, випасанням худоби.
Охороняється у відділенні «Стрільцівський степ» Луганського природного заповідника. Заборонено збирання рослин, порушення умов місцезростання, заліснення схилів, надмірний випас худоби. Потребує виявлення нових популяцій, організація контролю й охорони вже відомих. Вид вирощують у спеціально створених умовах Донецького ботанічного саду НАН України.
Має господарське та комерційне значення як декоративна рослина для протиерозійних заходів, кормова рослина, медонос.